# Marin Constantin

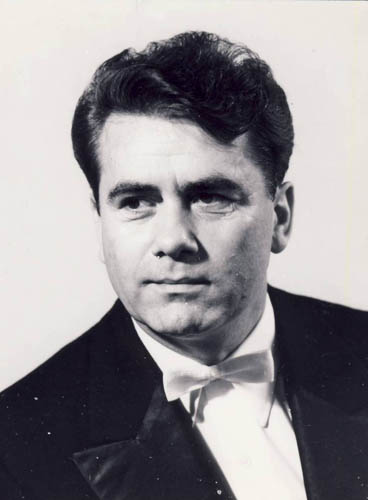

Marin Constantin (Urleta, condado de Prahova, Rumanía, 27 de febrero de 1925 - 1 de enero de 2011) fue un galardonado músico, director y compositor rumano.

## Biografía
En 1963 fue fundador del Madrigal Chamber Choir siendo su director desde entonces y hasta su muerte. Consiguió relevancia mundial gracias a su conocimiento de la música del Renacimiento, canciones barrocas, gregorianas, así como música tradicional rumana. Fue nombrado embajador de buena voluntad de la UNESCO en 1992.